# الیور توئیست (فیلم ۱۹۱۹)
«الیور توئیست» (انگلیسی: Oliver Twist (1919 film)) فیلمی در ژانر درام است که در سال ۱۹۱۹ منتشر شد.